# Chocolate, Menta, Mastik
Chocolate, Menta, Mastik est un groupe israélien de pop, actif entre 1972 et 1978. Il est le représentant d'Israël au Concours Eurovision de la chanson 1976 avec Emor shalom.

## Histoire
(août 2024).
Le contenu est difficilement compréhensible vu les erreurs de traduction, qui sont peut-être dues à l'utilisation d'un logiciel de traduction automatique.

### Débuts
Arzi, Holtzman, Azaria et Luftin servent ensemble au sein du The Nahal Band, dans lequel elles participent au programme Sha LaShalom. Le programme est mis en scène par Dani Litai et musicalement dirigé par Yair Rosenblum. Après leur libération de Tsahal, Erazi, Holtzman et Azaria sont signées par Abraham Dasha (Fashnel) et participent avec Tzipi Shavit, Ezra Dagan, Amos Talshir et d'autres à l'émission Le Congrès du rire sioniste en 1972. L'exposition traite de la nature du Petit Tel Aviv dans les années 1930 et 1940. En raison du succès du spectacle, son nom est changé en Chocolate, Menta, Mastik, d'après l'appel des vendeurs de bonbons devant les salles de cinéma pendant les pauses. Arzi, Holtzman et Azaria chantent ensemble dans le cadre du spectacle deux chansons. La même année, Fashnel est invité à trouver un artiste pour interpréter l'une des chansons prévues pour le Festival de chansons pour Enfants. Il choisit les trois filles à cet effet, et au festival elles sont apparaissent sous le nom de Chocolate, Menta, Mastik Trio et interprètent la chanson Abra Kadabra (écrite par Leah Lupatin et Moshe Wilensky),. La chanson prend la deuxième place du concours, et le nouveau groupe, qui était censé apparaître une seule fois, commence à éveiller la curiosité. Fashnel y vot une opportunité de promouvoir les chanteuses en tant que groupe féminin parallèle au groupe masculin HaGashash HaHiver.
La prochaine étape importante est le Festival de la Chanson d'Israël en 1973, où le trio Ear Ear Throat et le trio Chocolate, Menta, Mastik doivent apparaître. en accompagnement de la chanteuse Ruthi Navon. Mais Navon est blessée dans un accident de voiture peu avant le festival et les deux trios interprètent la chanson sans elle. Il s'agit en fait de la première exposition significative du groupe, ainsi que de l'une des femmes du groupe, Tami Azaria. Sur le disque du festival, la performance est similaire à celle jouée en live, sauf que l'interprète principal est Navon.
Lorsque la guerre du Kippour éclate, les chanteuses rejoignent, avec Kaveret et Menachem Zilberman, le groupe Nahal, dont les membres à l'époque comprennent également Esther Shamir, Miki Kam et Yehuda Ader. Ce supergroupe voyage entre les bases et les avant-postes à travers tout le pays, du Golan à la péninsule du Sinaï, et réalise des spectacles de divertissement pour les soldats au front et à l'arrière tout au long de la guerre. Avec la fin de la guerre, Azaria se retire du groupe et sa place dans le trio est prise par Leah Lupatin. Le groupe renouvelé apparaît pour la première fois lors du quatrième Festival des chansons pour enfants en 1974. La chanson qu'elles interprètent, Aviv Celebration (Dudo Barak-Sheika Paykov), est écrite en hommage aux soldats et aux réservistes sur les différents fronts et remporte la troisième place. À la fin du Yom Haʿatzmaout cette année-là, le trio est aux côtés de Matti Caspi avec la chanson Noach au Festival de la Chanson d'Israël et revient au cinquième Festival des chansons pour enfants (Hanoucca, 1974).
En 1975, le groupe apparaît au Festival des chanteurs hassidiques, au Festival des chanteurs orientaux, au Festival de la Chanson d'Israël organisé dans un format non compétitif. Certaines des chansons des festivals sont incluses dans le premier album sorti cette année-là et sont principalement travaillées par Yitzhak Graziani et Matti Caspi. Cet album comprend également des chansons traduites de Manus Hajidakis par Ehud Manor.

### Eurovision et séparation
En 1976, l'Autorité de radiodiffusion d'Israël choisit Chocolate, Menta, Mastik pour représenter Israël au Concours Eurovision de la chanson 1976 à La Haye aux Pays-Bas. Les chanteuses présentent trois nouvelles chansons dans une émission télévisée spéciale. La chanson Emor shalom est sélectionnée à son issue.
Le groupe apparaît au Concours Eurovision de la chanson 1976 sous le nom hébreu mais est également présenté sous le nom de The Chocolate Girls. Emor Shalom obtient la sixième place. Pendant le concert, Paschenal, le promoteur du groupe, signe plusieurs contrats de prestations dans toute l'Europe. Parallèlement à sa prestation à l'Eurovision, sort le deuxième album du groupe, entièrement arrangé et réalisé musicalement par Matti Caspi. Au cours de ces années, le groupe participe à de nombreuses émissions de radio et de télévision, et dans ces cadres renouvèlent des chansons et enregistre de nouvelles chansons.
En 1977, le groupe met en scène le concert The First Night. Le concert raconte l'histoire de la première nuit du XXe siècle et est basé sur des chansons de cette période traduites par Ehud Manor. Il est mis en scène par Zadi Sarfati. Le concert et l'album ne sont pas un succès commercial. La même année, le trio participe pour la dernière fois au Festival de chansons pour enfants avec deux chansons écrites pour eux par Yorm Teharlev et Yair Rosenblum.
En 1978, le nouvel album הפרוטה והירח est un travail avec Arik Lavie, des reprises de chansons du Palmah et Chizbatron. Peu de temps après l'enregistrement de l'album, le 1er mars 1978, Arzi convoque une conférence de presse et annonce sa retraite du groupe. Fashnel essaie de garder le groupe, mais Loftin préfère également ne pas continuer. Pour honorer les contrats de concerts à l'étranger, le groupe se compose de Holtzman, Ofra Haza et Israël Karibushi. Mais au retour en Israël, il est décidé de ne pas continuer dans ce format et le trio est finalement dissous le 20 novembre 1978.
Malgré les rumeurs et les histoires pour la plupart, les relations entre Arzi, Holtzman et Luftin sont bonnes et il n'y a jamais eu de rupture personnelle entre elles; De temps en temps elles se retrouvent à l'occasion d'événements spéciaux comme à l'occasion du soixantième anniversaire de Paschenal en 1986, et lors de la remise d'un prix pour l'ensemble de sa carrière à Yitzchak Graziani. De plus, le trio renouvelle les chansons Venezuela et Nara Mehm Otsar en 1989 qui sont incluses dans l'album d'Arzi la même année, Tahana bergi.

### Retours sporadiques
Le 19 mai 2013, une chanson cachée du groupe est révélée, et ce lors de la collecte de morceaux pour le nouvel album de Yordana Arzi. La chanson s'appelle Shalom Iri Nochama, elle est interprétée par Arzi et ses camarades du groupe Leah Lupatin et Ruthy Holtzman. Lors du festival d'Arad cette année-là, Erazi accueillr Loftin et Holtzman pour une « mini-réunion » de plusieurs chansons.
En novembre 2021, le trio se réunit à nouveau dans le cadre d'un spectacle de célébration en l'honneur du 70e anniversaire de Yordana Erzi à Tel-Aviv.